# Сіруелос-де-Сервера
Сіруелос-де-Сервера (ісп. Ciruelos de Cervera) — муніципалітет в Іспанії, у складі автономної спільноти Кастилія-і-Леон, у провінції Бургос. Населення — 107 осіб (2010).
Муніципалітет розташований на відстані близько 170 км на північ від Мадрида, 50 км на південь від Бургоса.
На території муніципалітету розташовані такі населені пункти: (дані про населення за 2010 рік)
- Бріонгос-де-Сервера: 29 осіб
- Сіруелос-де-Сервера: 78 осіб

## Демографія
Динаміка населення (INE ):